# Sint-Pieterskerk (Vorselaar)

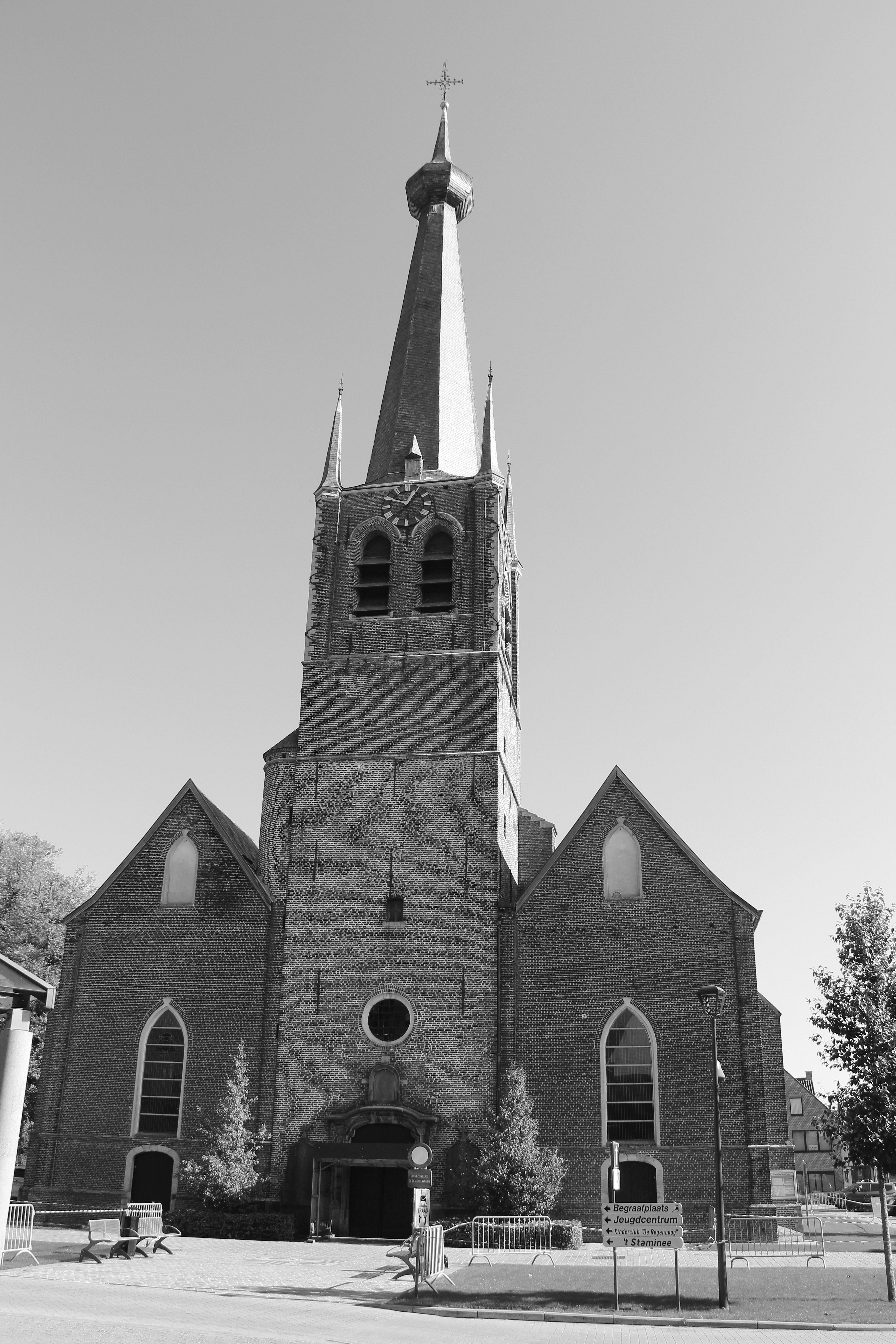
Sint-Pieterskerk

De Sint-Pieterskerk is de parochiekerk van de Antwerpse plaats Vorselaar, gelegen aan Cardijnlaan 2.

## Geschiedenis
In 1123 moet er een kerkgebouw aanwezig zijn geweest want er was sprake van een Sint-Pietersparochie die ook Poederlee en Lille omvatte. In dat jaar werd de parochie geschonken aan het kapittel van Kamerijk. Van een kerkgebouw uit die periode werden geen overblijfselen aangetroffen.
De oudste delen van de kerk omvatten de onderbouw van de toren uit de 13e en 14e eeuw, waarbij ijzerzandsteen werd toegepast. In 1631 werd de kerk in baksteen herbouwd met behoud van de toren. Ook zou de toren toen verhoogd zijn met een klokkenverdieping. In 1761 zou de torenspits zijn hersteld.
In 1839 werden de zijbeuken gebouwd in vroeg-neogotische zin, naar ontwerp van P. Van Regemorter. In 1998-1999 werden restauratiewerkzaamheden uitgevoerd.

## Gebouw
Het betreft een driebeukige georiënteerde bakstenen hallenkerk met ingebouwde westtoren in Kempense gotiek, welke drie geledingen heeft en een spits met uivormige top.
Men betreedt de kerk via een met natuursteen omlijste poort van 1785, deels in arduin. Boven de poort is een nis met een beeld van Sint-Petrus en het chronogram: DUM LabasCo sIC restaUror (1761). Links van de toren is een aangebouwde traptoren zichtbaar.

## Interieur
Het interieur wordt overkluisd door tongewelven.
De kerk bezit enkele schilderijen zoals Kruisdood van de Heilige Petrus (1677), toegeschreven aan Jan van Rintel, en verder 17e-eeuwse schilderijen: Christus in een bloemenkrans en Maria in een bloemenkrans.
Tot de beelden behoren: Sint-Joris en de draak in hout, begin 17e eeuw; Onze-Lieve-Vrouw in gepolychromeerd hout, 1e helft 17e eeuw; Onze-Lieve-Vrouw met Kind, omringd door engelen in hout, midden 18e eeuw.
Op ijzerplaat werd in reliëf de Doop van Christus uitgebeeld door Cornelis Marckx (1762).
Het hoofdaltaar is van 1676, uitgevoerd in barokstijl. De noordelijke en zuidelijke portiekaltaren zijn toegewijd aan respectievelijk Onze-Lieve-Vrouw en Sint-Jozef. Deze stammen uit het 2e kwart van de 19e eeuw. De preekstoel is van 1676 en er zijn twee biechtstoelen van 1722 en twee van 1871. Het doopvont is van 1750.
De kerk bezit een aantal grafstenen waaronder één van Jan van Rotselaar en echtgenote in laatgotische stijl (15e eeuw) en uitgevoerd in arduin.
Het als waardevol erfgoed geklasseerde orgel werd tussen 1852 en 1854 gebouwd door de beroemde orgelbouwer Merklin-Schutze en is nagenoeg volledig in oorspronkelijke staat bewaard gebleven. Het heeft 23 registers gespreid over twee klavieren en een zelfstandig pedaal. Tussen 1984 en 1987 werd het orgel integraal gerestaureerd door Patrick Collon (Brussel) met maximale conservatie van de oorspronkelijke materialen. Tussen oktober 2021 en maart 2022 voerde de firma Verschueren (NL) een uitgebreide revisie uit van het pijpwerk, toonladen en tractuur.